# Кац, Гийом
Гийом Кац (фр. Guillaume Katz, род. 14 февраля 1989 года, Лозанна, Швейцария) — швейцарский футболист, защитник клуба «Винтертур».

## Карьера
Гийом родился в городе Лозанна. Кац начинал заниматься футболом в родном клубе «Лозанна-Спорт». В 2005 году он стал привлекаться к играм за основной состав, но за сезон сыграл лишь 5 матчей. В 2003 году игрок перешел в клуб «Малли». Здесь он стал игроком основы, сыграл 18 матчей и в 2008 году перешел в «Ньон». Здесь он провел сезон, и вернулся в родной клуб «Лозанна», и в 2010 году стал участником матча, когда «Лозанне» удалось выбить московский «Локомотив» в серии после-матчевых пенальти. В 2015 году перешел в клуб «Винтертур», где также играет его бывший одноклубник по «Лозанне» — Сильвио.